# Котляр, Николай Михайлович
Николай Михайлович Котляр — советский хозяйственный, государственный и политический деятель, Герой Социалистического Труда.

## Биография
Родился в 1930 году в посёлке Доброе. Член КПСС.
С 1955 года — на хозяйственной, общественной и политической работе. В 1955—1990 гг. — агроном, главный агроном совхоза «Бильшовыцькый наступ» Великоалександровского района Херсонской области Украинской ССР.
Указом Президиума Верховного Совета СССР от 8 апреля 1971 года за выдающиеся успехи, достигнутые в развитии сельскохозяйственного производства и выполнении пятилетнего плана продажи государству продуктов земледелия и животноводства, присвоено звание Героя Социалистического Труда с вручением ордена Ленина и золотой медали «Серп и Молот».
За получение высоких и устойчивых урожаев зерновых культур на основе эффективного использования достижений науки, передовой практики и новых форм организации труда был в составе коллектива удостоен Государственной премии СССР за выдающиеся достижения в труде 1981 года.
Живёт в Херсоне.